# Puebla de Albortón (kommun)
Puebla de Albortón är en kommun i Spanien.   Den ligger i provinsen Provincia de Zaragoza och regionen Aragonien, i den nordöstra delen av landet, 260 km öster om huvudstaden Madrid. Antalet invånare är 128.